# Torneo de Chengdú
El Torneo de Chengdú (también denominado Chengdu Open) es un torneo oficial de tenis masculino de categoría ATP 250 que se juega en pista dura al aire libre. Se trata de un nuevo evento añadido en el año 2016 y que viene a sustituir al Torneo de Kuala Lumpur. Se lleva a cabo en el complejo Sichuan International Tennis Center de Chengdú (China).

## Palmarés

### Individual masculino
| Año        | Campeón                                  | Subcampeón                               | Resultado                                |
| ---------- | ---------------------------------------- | ---------------------------------------- | ---------------------------------------- |
| 2016       | Karen Khachanov                          | Albert Ramos                             | 6-7(4), 7-6(3), 6-3                      |
| 2017       | Denis Istomin                            | Marcos Baghdatis                         | 3-2, ret.                                |
| 2018       | Bernard Tomic                            | Fabio Fognini                            | 6-1, 3-6, 7-6(7)                         |
| 2019       | Pablo Carreño                            | Aleksandr Búblik                         | 6-7(5), 6-4, 7-6(3)                      |
| 2020- 2022 | No disputado por la Pandemia de COVID-19 | No disputado por la Pandemia de COVID-19 | No disputado por la Pandemia de COVID-19 |
| 2023       | Alexander Zverev                         | Román Safiulin                           | 6-7(2), 7-6(5), 6-3                      |
| 2024       | Juncheng Shang                           | Lorenzo Musetti                          | 7-6(4), 6-1                              |

### Dobles masculino
| Año        | Campeones                                | Subcampeones                             | Resultado                                |
| ---------- | ---------------------------------------- | ---------------------------------------- | ---------------------------------------- |
| 2016       | Raven Klaasen Rajeev Ram                 | Pablo Carreño Mariusz Fyrstenberg        | 7-6(2), 7-5                              |
| 2017       | Jonathan Erlich Aisam-ul-Haq Qureshi     | Marcus Daniell Marcelo Demoliner         | 6-3, 7-6(3)                              |
| 2018       | Ivan Dodig Mate Pavić                    | Austin Krajicek Jeevan Nedunchezhiyan    | 6-2, 6-4                                 |
| 2019       | Nikola Čačić Dušan Lajović               | Jonathan Erlich Fabrice Martin           | 7-6(9), 3-6, [10-3]                      |
| 2020- 2022 | No disputado por la Pandemia de COVID-19 | No disputado por la Pandemia de COVID-19 | No disputado por la Pandemia de COVID-19 |
| 2023       | Sadio Doumbia Fabien Reboul              | Francisco Cabral Rafael Matos            | 4-6, 7-5, [10-7]                         |
| 2024       | Sadio Doumbia Fabien Reboul              | Yuki Bhambri Albano Olivetti             | 6-4, 4-6, [10-4]                         |